# جون غانثر دين
جون غانثر دين (بالإنجليزية: John Gunther Dean)‏ هو دبلوماسي وسفير أمريكي، ولد في 24 فبراير 1926 في فروتسواف في بولندا.

## وصلات خارجية
- جون غانثر دين على موقع إن إن دي بي (الإنجليزية)